# Міжнародний аеропорт Ернесто Кортіссос
Міжнародний аеропорт Ернесто Кортіссос (ісп. Aeropuerto Internacional Ernesto Cortissoz, IATA: BAQ, ICAO: SKBQ) — це міжнародний аеропорт, що обслуговує Барранкілью, столицю департаменту Атлантико в Колумбії. Аеропорт розташований у приміському муніципалітеті Соледад. Своєю назвою він зобов'язаний одному з піонерів колумбійської авіації Ернесто Кортіссосу.
Аеропорт є центром авіакомпанії Avianca, основного перевізника Колумбії. Він здатний приймати широкофюзеляжні літаки, такі як Boeing 747, Boeing 767 і Airbus A350. Це найважливіший аеропорт з точки зору інфраструктури в північній частині країни і перший з точки зору руху вантажів.

## Опис
Аеропорт розташований у муніципалітеті Соледад, за 12 км від центру Барранкільї. Він здатний приймати широкофюзеляжні літаки, такі як Boeing 747, McDonnell Douglas DC-10 і Airbus A350. Колись це був найбільший аеропорт у Колумбії. Зараз аеропорт є шостим за кількістю пасажирів і вантажів в країні. Колись це був найбільший аеропорт у Колумбії. Зараз аеропорт є п'ятим за кількістю пасажирів і вантажів в країні. Аеропорт має два термінали:внутрішній з виходами 6-13 і міжнародний з виходами 1-5 і 5A.

## Історія
На зорі комерційної авіації в Колумбії будівництво аеропорту було делеговано авіакомпаніям, які бажають обслуговувати це конкретне місто. Таким чином, будівництво великих аеропортів Колумбії в основному припало на авіакомнаію SCADTA, серед них і Міжнародний аеропорт Соледад.
Аеропорт Соледад незабаром став головним центром операцій і обслуговування SCADTA для їхніх внутрішніх операцій. Міжнародні рейси обслуговувала Pan American Airways, яка підтримувала регулярні рейси DC-3, пізніше доповнені Boeing 307 Stratoliner, до Панама-Сіті, Кінгстона та Маямі. У 1946 році міжнародне сполучення в аеропорту Соледад було відновлено літаками Avianca DC-4 спочатку до Маямі, а пізніше до Кінгстона та Нью-Йорка.
Авіакомпанія British South American Airways також почала виконувати рейси до Барранкільї в 1946 році, використовуючи Авро Ланкастріани для здійснення рейсів до Лондона через Бермуди один раз на тиждень. Послуга тривала 26 годин і отримала назву «Блискавичний шлях до Європи». Того ж року за контрактом з авіакомпанією Transocean Airlines було здійснено низку спеціальних рейсів з літаками DC-4 з Барранкільї до Маямі та Нью-Йорка.
KLM (Департамент Вест-Індії) почав працювати в Барранкільї з літаками DC-4, даючи пасажирам можливість з’єднатися регулярними рейсами до Кюрасао, Нідерландських Антильських островів, Ямайки, Гаїті, Домініканської Республіки, Венесуели та Тринідаду. На початку п'ятдесятих років LANSA урочисто відкрила рейс із Барранкільї до Гавани, але так і не отримала дозволу на польоти до Маямі. Однак у шістдесятих роках TAXADER налагодив рейси до Маямі, але лише на кілька місяців.
Аеропорт Соледад незабаром зарекомендував себе як головний міжнародний аеропорт Колумбії та перший транспортний вузол країни. У середині 50-х Avianca побудувала в аеропорту один із найважливіших цехів з технічного обслуговування авіаційної техніки в Латинській Америці, два великі ангари, які були побудовані для розміщення кількох літаків одночасно. Були цехи гвинтів, гідравліки, інструменту, електромеханічних систем, металопрокату. У складі ремонтного комплексу були також фарбувальна майстерня, склад запасних частин, технікум. Майстерня сертифікована Управлінням цивільної аеронавтики (CAB) США для ремонту та капітального ремонту всіх типів вітчизняної та іноземної авіації.
Крім того, на початку 1950-х років була створена унікальна система для завантаження та вивантаження пасажирів і вантажу з DC-4, яка різко скоротила необхідний час на заявлені 50%. За допомогою цієї системи DC-4 рулів до певного місця, а потім електричні візки на рейках, які були врівень із поверхнею злітно-посадкової смуги, переміщали літак убік до розвантажувальних трапів
З відкриттям міжнародного аеропорту Ельдорадо в Боготі в грудні 1959 року Соледад став другорядним у країні. Злітно-посадкова смуга була подовжена лише після доставки першого Boeing 727 компанії Avianca у 1966 році. Однак, щоб належним чином обслуговувати сучасні реактивні авіалайнери та, як наслідок, збільшити пасажиропотік, виникла потреба побудувати новий міжнародний аеропорт із сучаснішим терміналом, більшою кількістю трибун, більшими злітно-посадковими смугами та руліжними доріжками. Була надія, що цей проект поверне Барранкілью на карту як аеропорт, який обслуговують великі міжнародні перевізники.
Нарешті, вдень 7 квітня 1981 року Хуліо Сезар Турбай, президент Республіки, та Альваро Урібе Велес, начальник Aeronáutica Civil, освятили новий міжнародний аеропорт Баранкільї Ернесто Кортіссос. Новий термінал площею 35 000 квадратних метрів разом із новою диспетчерською вежею, пероном, руліжними доріжками та злітно-посадковою смугою (тепер довжина 3 000 метрів і ширина 45 метрів) були побудовані на північ від старого аеропорту Соледад. Новий термінал мав сім внутрішніх і чотири міжнародних ґейти, кожен із власною зоною очікування. Приміщення колишньої будівлі терміналу стало вантажним районом.
Міжнародний аеропорт Ернесто Кортіссос названий на честь одного з найважливіших піонерів колумбійської авіації. Ернесто Кортіссос Альварес-Корреа був підприємцем, народженим у Барранкільї, який разом із чотирма колумбійцями та трьома німцями заснував SCADTA у грудні 1919 року. 8 червня 1924 року під час подорожі в Junkers F.13 «Tolima» разом з іншими керівниками компанії, він загинув у результаті однієї з перших авіакатастроф країни.

## Основні параметри

### Смуга
Злітно-посадкова смуга зроблена з асфальту і має довжину 3000 м і ширину 45 м. Підходи до обох кінців злітно-посадкової смуги класифікуються для польотів за приладами в категорії точності I.

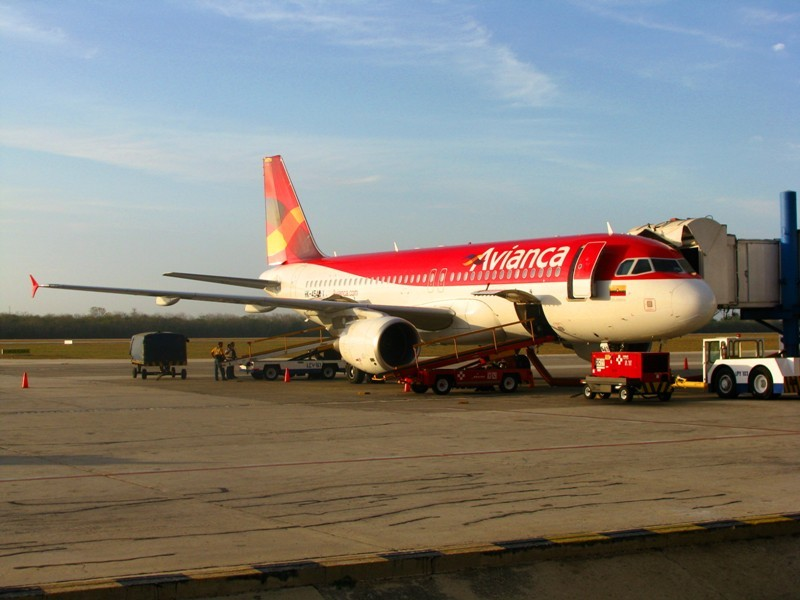
Airbus A320 авіакомпанії Avianca, що прибув з Маямі, біля гейту 5 міжнародного аеропорту імені Ернесто Кортіссоса

Аеропорт має руліжну доріжку, паралельну злітно-посадковій смузі, щоб дістатися до обох кінців. Три повороти біля центру злітно-посадкової смуги сполучаються з руліжною доріжкою та рампою; вони мають ширину 22,5 м і виготовлені з бетону.

### Стоянки
Аеропорт має три зони для стоянки пасажирських, вантажних та військових літаків. Зона для стоянки пасажирських лайнерів розташована навпроти терміналу аеропорту та складається з 16 місць. Зона для вантажних машин знаходиться на північний схід від пасажирського терміналу поблизу торця ЗПС 23.

### Пасажирський термінал
Зараз у терміналі аеропорту триває ремонт. Ремонт мав завершитися десь у першому кварталі 2020 року, але через пандемію COVID-19 його перенесли. Аеропорт має одну будівлю пасажирського терміналу для обслуговування всіх комерційних перевезень аеропорту. Є 36 пунктів пропуску, ряд магазинів, у тому числі магазин безмитної торгівлі, пасажирські кафе та ресторани. Є дві зони обмеження для пасажирів, залежно від пункту призначення рейсу (внутрішній або міжнародний). З боку внутрішніх рейсів розташовані виходи 6, 7, 8, 9, 10, 11, 12 і 13, кожен із зоною очікування для пасажирів. Для доступу до літаків чотири гейти (6, 7, 8 і 9) мають посадочні містки, кожен з двома ступенями свободи, тоді як до літаків біля гейтів 10, 11, 12 і 13 можна потрапити, пройшовши по рампі.
У міжнародній зоні є виходи 1, 2, 3, 4 і 5, кожен із зоною очікування для пасажирів. Доступ до літаків здійснюється через телетрапи на всіх виходах, крім виходу 1. Місти на виходах 2, 3, 4 і 5 мають три ступені свободи. Пасажири отримують свій багаж у призначеному для цього приміщенні на першому поверсі, яке має дві конвеєрні стрічки. Міжнародні пасажири отримують свій багаж у цій же кімнаті після проходження імміграційної зони. Вийшовши з будівлі терміналу, ви зможете отримати доступ до громадської зони, де розташовані офіси компаній з прокату автомобілів і зона очікування таксі.

### Вантажний термінал
Вантажний термінал — колишня будівля пасажирського терміналу, розташована на північний схід від пасажирського терміналу і має площу 9000 м2. Завантажувальна платформа може вмістити до двох літаків одночасно. Поточна завантаженість вантажного терміналу не перевищує 30%.

## Авіакомпанії та напрямки

### Пасажирські
| Авіакомпанії      | Напрямки                                 |
| ----------------- | ---------------------------------------- |
| Air Century       | Санто-Домінго-Ла-Ісабела                 |
| American Airlines | Маямі                                    |
| Arajet            | Санто-Домінго–Лас-Амерікас               |
| Avianca           | Богота, Букараманга, Калі, Кукута, Маямі |
| Copa Airlines     | Панама-Сіті–Токумен                      |
| EasyFly           | Монтерія, Вальедупар                     |
| EZAir             | Кюрасао                                  |
| Helicol           | Ель Серрехон, Ла Міна                    |
| LATAM Colombia    | Богота                                   |
| Spirit Airlines   | Форт-Лодердейл                           |
| Ultra Air         | Medellín–JMC                             |
| Wingo             | Панама-Сіті – Бальбоа, острів Сан-Андрес |

### Вантажні
| Авіакомпанії         | Напрямки                            |
| -------------------- | ----------------------------------- |
| Aerosucre            | Богота                              |
| Avianca Cargo        | Амстердам, Богота, Мадрид, Медельїн |
| LATAM Cargo Colombia | Богота, Маямі                       |

## Інциденти
17 березня 1995 року, DC-9 авіакомпанії Intercontinental de Aviación знищив пожежу на стоянці, в літаку нікого не було.
19 листопада 2006 року DC-10 авіакомпанії Cielos Airlines вилетів за межі злітно-посадкової смуги під час посадки в погану погоду. Усі 6 членів екіпажу отримали поранення.
21 листопада 2006 року рейс 9522 Avianca, який вилітав з Боготи, також вилетів за межі злітно-посадкової смуги. Усі 135 людей вижили.
23 серпня 2008 року рейс 0051 Aires, який вилітав з Кюрасао, виїхав за злітно-посадкову смугу через проблему з шасі. Усі 25 людей вижили.